# Nho Hồng ngọc La Mã
Nho Hồng ngọc La Mã (tiếng Nhật: ルビーロマン, tiếng Anh: Ruby Roman) là một giống nho được trồng ở tỉnh Ishikawa, Nhật Bản. Nó có màu đỏ và kích thước của một quả bóng bàn. Nho Hồng ngọc La Mã lần đầu tiên đã được bán vào tháng 8 năm 2008 với giá 100.000 Yên Nhật (910 đô la Mỹ) cho mỗi chùm 700 gram, hoặc 26 đô la mỗi quả nho. Chúng được cho là giống nho đắt nhất. Vào tháng 7 năm 2016, một chùm nho Hồng ngọc La Mã, chứa 26 quả nho với trọng lượng khoảng 700 gram, được bán với giá 1,1 triệu yên (khoảng 8400 USD) trong phiên đấu giá đầu tiên của năm tại một chợ bán buôn ở Kanazawa.